# Lista de deputados estaduais de Rondônia da 8.ª legislatura
Esta é a lista de deputados estaduais de Rondônia eleitos para a legislatura 2011–2015. Nas eleições estaduais, foram eleitos 24 deputados estaduais.

## Composição das bancadas
| Partido | Líder                       | Bancada | Posição      |
| ------- | --------------------------- | ------- | ------------ |
| PMDB    | Edson Martins               | 3 / 24  | Governo      |
| PT      | Hermínio Coelho             | 3 / 24  | Oposição     |
| PTN     | Luiz Claudio da Agricultura | 2 / 24  | Governo      |
| PSDC    | Neodi Oliveira              | 2 / 24  | Oposição     |
| PSDB    | Euclides Maciel             | 2 / 24  | Oposição     |
| PRP     | Valdivino Tucura            | 2 / 24  | Governo      |
| PTB     | Valter Araujo               | 1 / 24  | Governo      |
| PSB     | Jesualdo Pires              | 1 / 24  | Governo      |
| PV      | Luizinho Goebel             | 1 / 24  | Independente |
| PP      | Jaques Testoni              | 1 / 24  | Oposição     |
| PMN     | Lorival Amorim              | 1 / 24  | Oposição     |
| DEM     | Adelino Follador            | 1 / 24  | Governo      |
| PDT     | Saulo da Renascer           | 1 / 24  | Governo      |
| PCdoB   | David Chiquilito            | 1 / 24  | Governo      |
| PTdoB   | Ana da 8                    | 1 / 24  | Independente |
| PR      | Flavio Lemos                | 1 / 24  | Oposição     |

## Deputados Estaduais
No estado foram eleitos vinte e quatro (24) deputados estaduais.
| Número | Deputados estaduais eleitos | Partido | Votação | Percentual | Cidade onde nasceu    | Unidade federativa |
| 14567  | Válter Araújo               | PTB     | 22.186  | 2,97%      | Itambacuri            | Minas Gerais       |
| 15500  | Zequinha Araújo             | PMDB    | 20.903  | 2,80%      | Porto Velho           | Rondônia           |
| 40140  | Jesualdo Pires              | PSB     | 18.358  | 2,46%      | Presidente Bernardes  | São Paulo          |
| 19429  | Lebrão Clemente             | PTN     | 15.991  | 2,14%      | Guará                 | São Paulo          |
| 27456  | Glaucione Rodrigues         | PSDC    | 15.822  | 2,12%      | Baixo Guandu          | Espírito Santo     |
| 43123  | Luizinho Goebel             | PV      | 15.510  | 2,07%      | Cascavel              | Paraná             |
| 27777  | Neodi Oliveira              | PSDC    | 15.401  | 2,06%      | Soledade              | Rio Grande do Sul  |
| 19123  | Luiz Cláudio da Agricultura | PTN     | 14.455  | 1,93%      | Bom Conselho          | Pernambuco         |
| 11011  | Jaques Testoni              | PP      | 13.993  | 1,87%      | Santa Helena          | Paraná             |
| 45140  | Jean Oliveira               | PSDB    | 12.605  | 1,69%      | Alta Floresta d'Oeste | Rondônia           |
| 44000  | Marcelino Tenório           | PRP     | 12.025  | 1,61%      | Bom Conselho          | Pernambuco         |
| 45123  | Euclides Maciel             | PSDB    | 11.511  | 1,54%      | Joaçaba               | Santa Catarina     |
| 33456  | Lorival Amorim              | PMN     | 11.218  | 1,50%      | Conselheiro Pena      | Minas Gerais       |
| 13013  | Hermínio Coelho             | PT      | 9.846   | 1,32%      | Petrolina             | Pernambuco         |
| 44789  | Valdivino Tucura            | PRP     | 9.684   | 1,30%      | Minas Novas           | Minas Gerais       |
| 13789  | Epifânia Barbosa            | PT      | 8.531   | 1,14%      | Porto Velho           | Rondônia           |
| 15800  | Edson Martins               | PMDB    | 8.345   | 1,12%      | Nova Venécia          | Espírito Santo     |
| 25500  | Adelino Follador            | DEM     | 8.140   | 1,09%      | Barão de Cotegipe     | Rio Grande do Sul  |
| 12123  | Saulo da Renascer           | PDT     | 7.928   | 1,06%      | Mutum                 | Minas Gerais       |
| 13600  | Dr. Ribamar Araújo          | PT      | 7.293   | 0,98%      | Catolé do Rocha       | Paraíba            |
| 65123  | David Chiquilito            | PCdoB   | 6.704   | 0,90%      | Porto Velho           | Rondônia           |
| 15123  | Edvaldo Soares da Band      | PMDB    | 6.646   | 0,89%      | Itaporã               | Mato Grosso do Sul |
| 70888  | Ana da 8                    | PTdoB   | 5.475   | 0,73%      | Guajará-Mirim         | Rondônia           |
| 22333  | Flávio Lemos                | PR      | 4.287   | 0,57%      | Cafelândia            | São Paulo          |